# Crofting

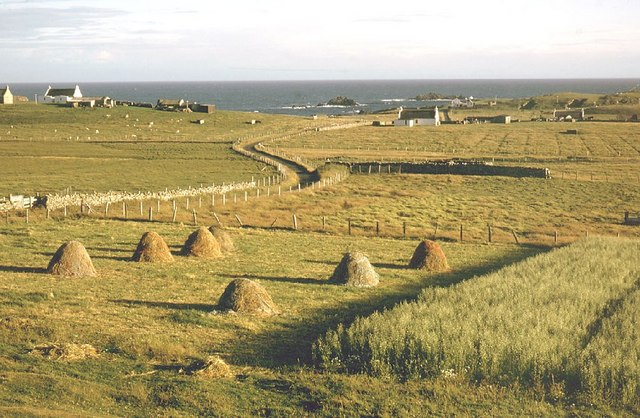
Crofting na ostrově Fair.

Crofting je způsob zemědělství, který se vyskytuje hlavně na Skotské vysočině, Skotských ostrovech a byl dříve i na ostrově Man. Crofting znamená, že okolo vesnice jsou pro všechny její obyvatele společná pole a zemědělské plochy pro pěstování různých plodin (spíše zeleniny, protože ovoci se v této oblasti příliš nedaří) a chování domácích zvířat.
Jednotlivá pole pro pěstování plodin mají 2–5 ha.[zdroj?] Dobytek a ovce bývají na místech, kde je chudší a horší půda, třeba kopce.
V oblastech Skotských hor a ostrovů je klima nepříznivé a rostliny tu rostou nejhůř z celého Spojeného království.[zdroj?] Crofting vznikl v 19. století, kdy si jím lidé zajišťovali základní potraviny; dnes se však již samotným croftingem neuživí.[zdroj?]
V březnu 2002 bylo známo 17721 croftů (jednotlivých polích o 2–5 ha), o které se staralo 12–13 tisíc lidí.[zdroj?] Domácností, které se podílejí na croftingu, bylo 30 % na vesnicích ve Skotských horách, na Shetlandách, ostrově Skye a západoskotských ostrovech až 65 %.[zdroj?]